# كليفورد آر. هوب
كليفورد آر. هوب (بالإنجليزية: Clifford R. Hope)‏ هو محامي وسياسي أمريكي، ولد في 9 يونيو 1893 في الولايات المتحدة، وتوفي بنفس المكان في 16 مايو 1970. حزبياً، نشط في الحزب الجمهوري. انتخب عضو مجلس نواب كنساس (1921 – 1927) وانتخب عضو مجلس النواب الأمريكي.